# Pets (2016)
Pets (Originaltitel: The Secret Life of Pets) ist ein US-amerikanischer Computeranimationsfilm von Illumination Entertainment aus dem Jahr 2016 und vertrieben von Universal Pictures. Der Film der Regisseure Chris Renaud und Yarrow Cheney handelt von den Abenteuern, die einige Haustiere in der Großstadt erleben.
Der Film feierte am 16. Juni 2016 Premiere beim Festival d’Animation Annecy und kam am 28. Juli 2016 in die deutschen Kinos.

## Handlung
Max, ein Jack Russell Terrier, lebt zusammen mit seiner Besitzerin Katie in Manhattan. Dort trifft er sich häufig mit anderen Haustieren, wie der Katze Chloe, der Zwergspitzdame Gidget, dem Mops Mel, dem Dackel Buddy oder dem Wellensittich Sweetpea. Als Katie eines Tages einen zweiten Hund, den Neufundländer-Mischling Duke, vom Tierheim mit nach Hause bringt, macht sich bei Max schnell Eifersucht auf den neuen Mitbewohner breit. Duke und Max laufen zusammen in die Innenstadt, wo die beiden jedoch von mehreren Straßenkatzen überfallen werden. Nachdem die Katzen den Hunden ihre Halsbänder abnehmen, werden Max und Duke von Tierfängern für Straßenhunde gehalten und mitgenommen, um ins Tierheim gebracht zu werden.
Sie werden jedoch von dem Kaninchen Snowball, dem Anführer der Gruppe der „Weggeworfenen Haustiere“ gerettet. Snowball und seine Gruppe wurden allesamt von Menschen misshandelt und ausgesetzt und haben deshalb einen Hass auf sie entwickelt. Max und Duke geben vor, die Menschen ebenfalls zu hassen und werden eingeladen, der Gruppe beizutreten. Nachdem die Straßenkatzen Snowball jedoch verraten, dass die beiden in Wirklichkeit Haustiere sind, schwört Snowball Rache und beginnt Max und Duke zu jagen. Diese suchen währenddessen Dukes ehemaligen Besitzer Fred auf. Als sie an seinem Haus ankommen, finden sie heraus, dass Fred verstorben ist, was Duke traurig und wütend macht. Er bellt die neuen Bewohner des Hauses an und wird danach aufgegriffen, um wieder ins Tierheim gebracht zu werden. Max versucht ihn zu retten, wird jedoch unterwegs von Snowball angegriffen. Snowballs Gruppenmitglieder werden währenddessen ebenfalls gefangen genommen. So entschließt sich dieser, sich mit Max zusammenzutun, um gemeinsam seine Freunde und Duke zu retten.
Das Zwergspitzmädchen Gidget, Nachbarin und heimliche Verehrerin von Max, organisiert währenddessen eine Rettungsaktion, bei der unter anderem die Luftaufklärungsfähigkeiten eines Rotschwanzbussards zum Tragen kommen, der als Beizvogel von einem alten Mann in einem Bretterverschlag auf dem Dach eines Hochhauses gehalten wird.
Max und Snowball stehlen einen Stadtbus, mit dem sie den Transporter rammen, in welchem sich Duke und die anderen Tiere befinden. Die Mitglieder der „Weggeworfenen Haustiere“ können sich befreien, jedoch stürzt der Transporter mit Max und Duke ins Wasser. Snowball springt hinterher, um Max die Schlüssel zum Transporter zu übergeben, mit welchen dieser und Duke sich schließlich retten können.
Snowball wird anschließend von einem kleinen Mädchen adoptiert und legt allen Hass ab, den er gegen die Menschen hatte. Auch Max und Duke kehren nach Hause zurück, wo sie endlich mit ihrer Besitzerin Katie wiedervereint werden.

## Synchronisation
Die deutsche Synchronisation entstand nach Dialogbuch und Dialogregie von Frank Schaff im Auftrag der Interopa Film.
| Rolle    | Englischer Sprecher | Deutscher Sprecher         | Spezies/Rasse                             |
| -------- | ------------------- | -------------------------- | ----------------------------------------- |
| Max      | Louis C.K.          | Jan Josef Liefers          | Jack Russell Terrier                      |
| Duke     | Eric Stonestreet    | Dietmar Bär                | Mischlingshund (ähnelt Neufundländer-Mix) |
| Snowball | Kevin Hart          | Fahri Yardım               | Kaninchen                                 |
| Gidget   | Jenny Slate         | Jella Haase                | Deutscher Spitz                           |
| Katie    | Ellie Kemper        | Stefanie Heinzmann         | Mensch                                    |
| Mel      | Bobby Moynihan      | Mario Barth                | Mops                                      |
| Chloe    | Lake Bell           | Martina Hill               | Hauskatze                                 |
| Pops     | Dana Carvey         | Dieter Hallervorden        | Basset Hound                              |
| Buddy    | Hannibal Buress     | Frederick Lau              | Dackel                                    |
| Ozone    | Steve Coogan        | Ralf Richter               | Sphynx-Katze                              |
| Tiberius | Albert Brooks       | Uwe Ochsenknecht           | Falke                                     |
| Sweetpea | Tara Strong         |                            | Wellensittich                             |
| Norman   | Chris Renaud        | Florian „LeFloid“ Diedrich | Hausmeerschweinchen                       |
| Tattoo   | Michael Beattie     | Olaf Reichmann             | Hausschwein                               |
| Reginald | Steve Coogan        | Christian Gaul             | Katze                                     |
| Maria    | Sandra Echeverría   | Julia Alice Ludwig         | Mensch                                    |
| Fernando | Jamie Camil         |                            | Mensch                                    |

## Rezeption

### Kritik
Der Film erhielt von Kritikern überwiegend positive Bewertungen.
Auf Rotten Tomatoes hält er eine Bewertung von 74 %, basierend auf 156 Kritiken und einer Durchschnittsbewertung von 6,2/10. Das Fazit der Seite war, dass Pets „ein schnelllebiger, lustiger Film ist, welcher zudem mit talentierten Synchronsprechern gesegnet wurde. Er stellt eine wunderschön animierte […] Abwechslung für die ganze Familie dar.“ Andreas Staben von Filmstarts vergab 3/5 Sternen und befand den Film als „actionreiches, witziges und gut animiertes Großstadtabenteuer mit mauer Handlung.“

### Einspielergebnis
Am Eröffnungswochenende landete der Film in den Vereinigten Staaten auf Platz eins der Kino-Charts und konnte über 104 Millionen US-Dollar einnehmen, was den bis dahin sechstbesten Start des Jahres bedeutete (Stand: 20. November 2016). Mittlerweile liegen die Einnahmen dort bei über 368 Millionen US-Dollar (Stand: 29. Dezember 2016), was ihn zum vierterfolgreichsten Film des Jahres 2016 in den USA macht. In Deutschland konnte man mit über 1,1 Millionen Besuchern in der Startwoche ebenfalls den ersten Platz der Kino-Charts erreichen. Mit über 3,8 Millionen Kinobesuchern liegt Pets auf Platz vier der meistbesuchten Filme des Jahres in Deutschland (Stand: 23. April 2017). Weltweit konnte der Film über 875 Millionen US-Dollar an den Kinokassen einspielen und liegt damit auf dem sechsten Platz der erfolgreichsten Filme des Jahres (Stand: 4. Mai 2017).
Aktuell ist der Film auf Platz 85 (Stand: 19. April 2025) in der Liste der erfolgreichsten Filme aller Zeiten.

## Fortsetzung
Eine Fortsetzung mit dem Titel Pets 2 kam am 27. Juni 2019 in die deutschen Kinos.